# Montreuil-le-Chétif
Montreuil-le-Chétif település Franciaországban, Sarthe megyében. Lakosainak száma 313 fő (2022. január 1.). Montreuil-le-Chétif Douillet, Ségrie, Mont-Saint-Jean, Pezé-le-Robert és Saint-Aubin-de-Locquenay községekkel határos.

## Népesség
A település népességének változása:
| Lakosok száma | 305  | 302  | 302  | 304  | 304  | 304  | 309  | 313  |
|               | 2013 | 2015 | 2017 | 2018 | 2019 | 2020 | 2021 | 2022 |